# 12-Stunden-Rennen von Sebring 1968

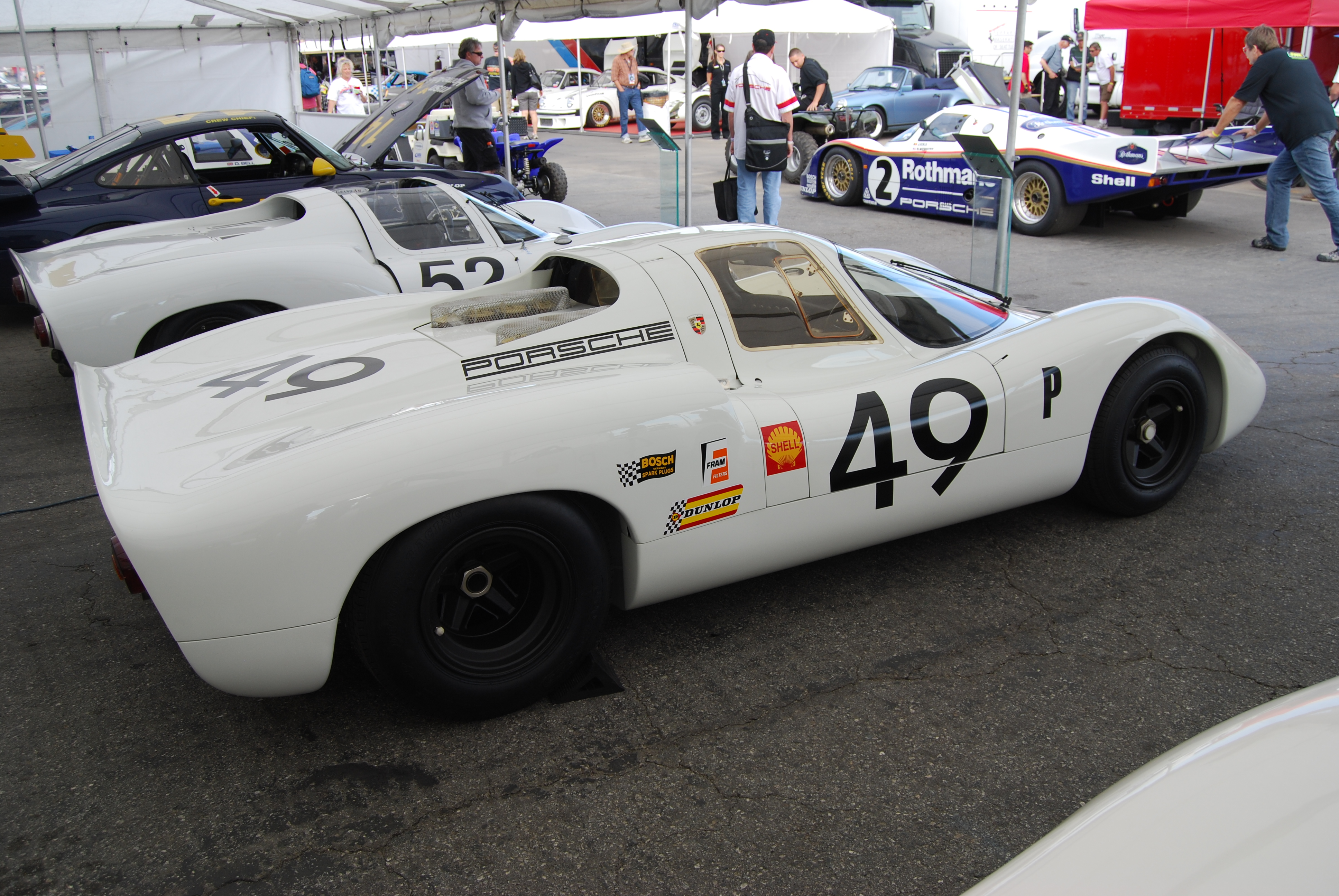
Der Kurzheck-Porsche 907 2.2 (Startnummer 49) mit dem Joseph Siffert und Hans Herrmann zum Sieg fuhren

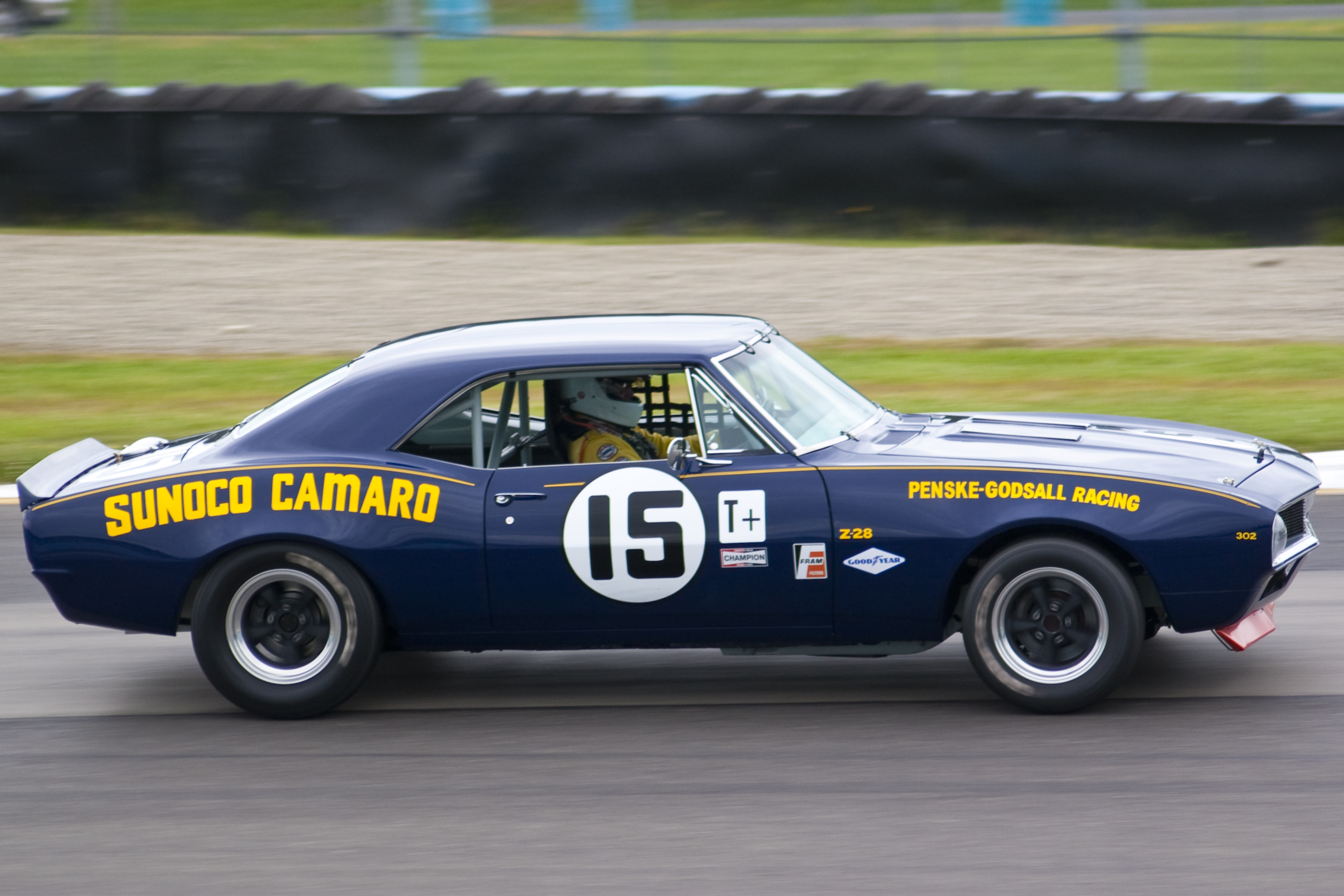
Der Sunoco-Penske-Racing-Chevrolet Camaro mit der Originalstartnummer 15; Mark Donohue und Craig Fisher pilotierten diesen Wagen 1968 an die dritte Stelle der Gesamtwertung und zum Sieg im Trans-Am-Rennen

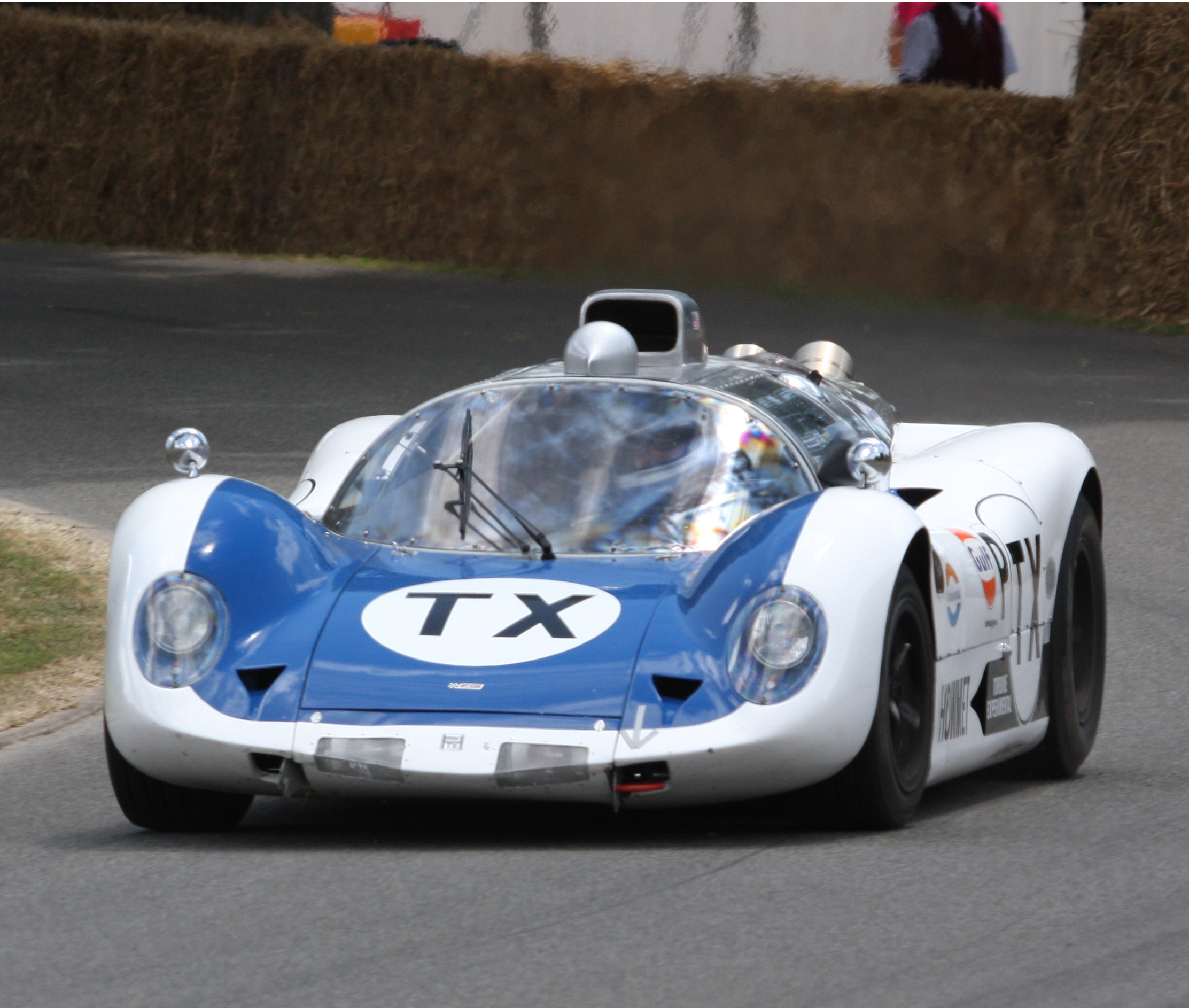
Howmet TX

Das 16.  12-Stunden-Rennen von Sebring auch, 12 Hours of Endurance For The Alitalia Airlines Trophy, Sebring, fand am 23. März 1968 auf dem Sebring International Raceway statt und war der zweite Wertungslauf der Sportwagen-Weltmeisterschaft und der Trans-Am-Serie dieses Jahres.

## Das Rennen
Was sich nach dem Ende der Motorsportsaison 1967 abzeichnete, wurde im Winter 1967/68 Realität. Aufgeschreckt durch die Rekorddistanz des siegreichen Ford GT40 Mk.IV, gefahren von Dan Gurney und A. J. Foyt beim 24-Stunden-Rennen von Le Mans 1967, und den dabei gefahrenen 24-Stunden-Durchschnitt von 218,038 km/h, gab die CSI für 1968 eine drastische Veränderung des Reglements bekannt. Einschneidendster Bestandteil war die Reduzierung des Hubraums auf drei Liter, was einen Rückzug der Werksmannschaften von Ford und Ferrari von der Weltmeisterschaft der Sportwagen zur Folge hatte. Ferrari konnte den 330P4 nicht mehr einsetzen und hatte in der Kürze kein neues Rennfahrzeug zur Verfügung. Auch die GT40-Modelle mit den 5- und 7-Liter-Motoren verschwanden von den Rennstrecken.
Während das erste Rennen der Weltmeisterschaft, das 24-Stunden-Rennen von Daytona, schon immer unter mangelndem Zuschauerinteresse litt, kamen in diesem Jahr auch nach Sebring nur knapp 30.000 Renninteressierte; es war die geringste Zuschauerzahl seit den frühen 1950er-Jahren. Da die Veranstalter zu wenig Meldungen befürchteten, wurde das Rennen auch als Wertungslauf der Trans-Am-Serie ausgeschrieben. Die Trans-Am-Fahrzeuge, die fast ein Drittel der Starter ausmachten, kamen in die Gesamtwertung, hatten eine eigene Rennklasse, fuhren aber auch ein Rennen im Rennen.
Porsche hatte einen adäquaten Rennwagen, den Porsche 907, der 1968 als Kurzheckversion nach Sebring gebracht wurde. Die mit dem 910 Bergspyder in der Europa-Bergmeisterschaft 1967 gesammelten positiven Erfahrungen setzte Porsche teilweise in dem 907 Kurzheck um. Wie beim Bergspyder wurde der Gitterrohrrahmen aus Aluminium statt aus Stahl gefertigt, um Gewicht einzusparen.
Die Außenhaut ähnelte der des 910. Jedoch war das Cockpit wie beim 1967 aufgebauten 907 Langheck schmal und mit seiner flachen Windschutzscheibe stromlinienförmiger als beim 910. Die hochgezogenen bis ins Dach reichenden Seitenfenster ermöglichten einen guten Rundumblick. Im Gegensatz zum Langheck war der Motor nicht von einer durchsichtigen Kunststoffhaube abgedeckt. Eine in Wagenfarbe lackierte Kunststoffplatte im Heck hatte Lufteinlassöffnungen für das Kühlgebläse und die Lufttrichter der Benzineinspritzung. Wie beim 910 endete das Cockpitdach mit einer Abrisskante. Das nach hinten aufklappbare Heck hatte einen feststehenden Spoiler. Angetrieben wurde er Wagen von einem 2,2-Liter-8-Zylinder-Boxermotor. Porsche meldete für die vier Werkswagen die Fahrer Joseph Siffert, Hans Herrmann, Vic Elford, Jochen Neerpasch, Gerhard Mitter, Rolf Stommelen, Ludovico Scarfiotti und Joe Buzzetta. Siffert war in kurzer Zeit zu einem der schnellsten Piloten der Sportwagenszene aufgestiegen. Der mutige Schweizer ging stets an die Grenzen und belastete mit seiner kompromisslosen Fahrweise die Renntechnik nicht selten extrem. In Sebring wurde ihm der damals bereits 40-jährige routinierte Hans Herrmann zur Seite gestellt, der 1956 mit Partner Wolfgang Graf Berghe von Trips in Sebring mit einem Klassensieg für Porsche debütiert hatte.
Große Attraktion des Rennens war der Howmet TX, ein Rennwagen, der von einer Gasturbine angetrieben wurde. Die Turbinen für die beiden Howmet TX wurden von Continental Aviation & Engineerin geleast. Die TS325-1-Gasturbinen waren Prototypen aus einer Ausschreibungsbewerbung des Unternehmens für einen Militärhubschrauber, für die Continental zu dieser Zeit keine andere Verwendung hatte.
Die schnellste Trainingszeit erzielte Hans Herrmann im Werks-Porsche 907 2.2 mit einer Zeit von 2:49.400 Minuten und einem Schnitt von 177,845 km/h. Dahinter folgte Jacky Ickx im John Wyer-Ford GT40 und Dick Thompson im erstaunlich schnellen Howmet TX. Wie erwartet prägten die Werks-Porsche die Geschichte des Rennens. Zwei fielen im Laufe des Rennens aus, die restlichen beiden beendeten es ungefährdet an der Spitze. Den Porsches am nächsten kam der im Besitz des Schauspielers James Garner befindliche Lola T70 von Scooter Patrick und Dave Jordan, der nach 103 Runden nach einem Zylinderschaden ausfiel, und der Ford GT40 von David Hobbs und Paul Hawkins, der eine Kollision mit dem AMC Javelin von Janet Guthrie hatte.

## Ergebnisse

### Schlussklassement
| 1               | P 3.0    | 49 | Porsche Automobile Co.         | Joseph Siffert Hans Herrmann                       | Porsche 907 2.2               | 227 |
| 2               | P 3.0    | 51 | Porsche Automobile Co.         | Vic Elford Jochen Neerpasch                        | Porsche 907 2.2               | 226 |
| 3               | TA 5.0   | 15 | Roger Penske Racing            | Mark Donohue Craig Fisher                          | Chevrolet Camaro              | 221 |
| 4               | TA 5.0   | 16 | Roger Penske Racing            | Craig Fisher Joe Welch Bob Johnson                 | Chevrolet Camaro              | 217 |
| 5               | TA 5.0   | 31 | Shelby Racing                  | Jerry Titus Ronnie Bucknum                         | Ford Mustang                  | 217 |
| 6               | GT + 5.0 | 3  | Sunray DX Oil Company          | Hap Sharp Dave Morgan                              | Chevrolet Corvette            | 208 |
| 7               | GT 2.0   | 59 | Don Burns V.W.                 | Robert Kirby Alan Johnson                          | Porsche 911S                  | 208 |
| 8               | GT 2.0   | 60 | Gregg Loomis                   | Pete Harrison Gregg Loomis Jack Ryan               | Porsche 911S                  | 204 |
| 9               | GT 2.0   | 61 | Jacques Duval                  | Jacques Duval Horst Kroll                          | Porsche 911S                  | 203 |
| 10              | P 3.0    | 44 | British Motor Company          | Paddy Hopkirk Andrew Hedges                        | MGC                           | 195 |
| 11              | TA 5.0   | 33 | John McComb                    | John McComb Paul Richards                          | Ford Mustang                  | 195 |
| 12              | TA 5.0   | 24 | Javelin Racing Team            | Peter Revson Skip Scott                            | AMC Javelin                   | 193 |
| 13              | GT 2.0   | 62 | Jean-Pierre Hanrioud           | Jean-Pierre Hanrioud Sylvain Garant                | Porsche 911S                  | 190 |
| 14              | P 2.0    | 72 | H.F. Squadra Algar Enterprises | Raffaele Pinto Luigi Taramazzo Claudio Maglioli    | Lancia Fulvia HF              | 187 |
| 15              | S 1.6    | 64 | Donald Healey Motor Co. LTD.   | Jerry Truitt Randy Canfield                        | MG Midget                     | 185 |
| 16              | S 5.0    | 30 | Edward Nelson Racing           | David Piper Edward Nelson                          | Ford GT40                     | 184 |
| 17              | TA 5.0   | 38 | Gagnon Spring Inc.             | François Favreau Marius Amyot Andre Samson         | Ford Mustang                  | 184 |
| 18              | GT 2.0   | 66 | British Motor Company          | Gary Rodriguez Richard McDaniel William Brack      | MGB GT                        | 183 |
| 19              | GT + 5.0 | 80 | William Laughlin               | Dan Torpy Dale Keenan                              | Chevrolet Corvette            | 171 |
| 20              | P 2.0    | 58 | Squadra Tartaruga              | Rico Steinemann Dieter Spoerry                     | Porsche 910                   | 168 |
| 21              | TA 5.0   | 19 | H.R.H. Corporation             | Jim Murphy John Moore                              | Chevrolet Camaro              | 168 |
| 22              | GT 2.0   | 52 | Richard Cline                  | Richard Cline Michael Pickering                    | Triumph GT6                   | 168 |
| Nicht klassiert |          |    |                                |                                                    |                               |     |
| 23              | TA 5.0   | 20 | Padrick Chevrolet              | David McClain Dick Boo                             | Chevrolet Camaro              | 164 |
| 24              | GT 5.0   | 84 | Coquina Motors                 | Rajah Rodgers Richard Robson                       | Jaguar E-Type                 | 161 |
| 25              | TA 5.0   | 18 | James Corwin                   | James Corwin Fred Pipin                            | Chevrolet Camaro              | 161 |
| 26              | TA 5.0   | 23 | Squadra Course Verona          | Bruce Jennings Charlie Rainville                   | Mercury Cougar                | 159 |
| 27              | GT + 5.0 | 7  | Slaton Chevrolet               | Or Costanzo William Harris Dave Heinz              | Chevrolet Corvette            | 158 |
| 28              | TA 5.0   | 17 | Joie Chitwood                  | Joie Chitwood junior Dave Horchler Richard Hoffman | Chevrolet Camaro              | 158 |
| 29              | S 5.0    | 29 | J. W. Engineering              | Paul Hawkins David Hobbs                           | Ford GT40                     | 157 |
| 30              | S 2.0    | 64 | B.& B. Motors                  | Bob Bailey Jim Locke                               | Porsche 906                   | 157 |
| 31              | GT 2.0   | 67 | Waldron Motors                 | Jim Gammon Chris Waldron Ben Scott                 | MGB                           | 148 |
| 32              | TA 5.0   | 26 | G.& H. Engineering             | Janet Guthrie Liane Engeman                        | AMC Javelin                   | 144 |
| 33              | P 2.0    | 95 | Arthur Cohn                    | Arthur Cohn Don Pickett Tony Lilly                 | Beach Prototype               | 140 |
| 34              | P 3.0    | 85 | Best Sports Cars               | Donna Mae Mims Michael Summers                     | Yenko Stinger                 | 130 |
| 35              | P 2.0    | 73 | Donald Healey Motor Co. LTD.   | Clive Baker Mike Garton                            | Austin-Healey Sprite          | 125 |
| 36              | GT 5.0   | 27 | Port of Entry Motors           | Hugh Kleinpeter Bruce Hollander Ray Mummery        | Shelby GT350                  | 98  |
| Ausgefallen     |          |    |                                |                                                    |                               |     |
| 37              | TA 5.0   | 14 | Mar Shipping                   | Norberto Mastandrea Ralph Noseda                   | Chevrolet Camaro              | 132 |
| 38              | P 3.0    | 76 | Howmet Corporation             | Dick Thompson Ed Lowther Ray Heppenstall           | Howmet TX Continental         | 125 |
| 39              | S 5.0    | 9  | American International         | Scooter Patrick Dave Jordan                        | Lola T70 Mk.III GT            | 103 |
| 40              | TA 5.0   | 25 | Javelin Racing Team            | George Follmer Jerry Grant Skip Scott              | AMC Javelin                   | 90  |
| 41              | S 1.6    | 68 | Dyno Racing                    | Earl Sylvia Dave Domizi Robert Fogle               | Lotus 47                      | 81  |
| 42              | S 1.6    | 68 | Richard Cline                  | Richard Kondracki Fred Andrews                     | Triumph Spitfire              | 72  |
| 43              | P 2.0    | 71 | H.F. Squadra Algar Enterprises | Claudio Maglioli Bert Everett Ove Andersson        | Lancia Fulvia HF Zagato Proto | 67  |
| 44              | TA 5.0   | 32 | Shelby Racing                  | Allan Moffat Horst Kwech                           | Ford Mustang                  | 63  |
| 45              | S 5.0    | 11 | Mike De Udy                    | Mike De Udy Hugh Dibley                            | Lola T70 Mk.III GT            | 61  |
| 46              | GT 3.0   | 86 | John Cameron                   | John Witt Milo Vega John Cameron                   | Triumph TR4A                  | 59  |
| 47              | TA 5.0   | 21 | Bill Boyé Racing               | Billy Yuma Bill Boyé                               | Chevrolet Camaro              | 55  |
| 48              | P 3.0    | 47 | Leyland Motor Company          | Jim Dittemore Bob Tullius                          | TriumphTR250K                 | 49  |
| 49              | GT + 5.0 | 4  | Sunray DX Oil Company          | Jerry Thompson Tony DeLorenzo                      | Chevrolet Corvette            | 48  |
| 50              | P 3.0    | 48 | Porsche Automobile Co.         | Gerhard Mitter Rolf Stommelen                      | Porsche 907 2.2               | 46  |
| 51              | GT 2.0   | 63 | Joseph Greger                  | Joseph Greger Malte Huth                           | Porsche 911S                  | 46  |
| 52              | TA 5.0   | 81 | Samadco Ltd.                   | Al Unser Lloyd Ruby                                | Chevrolet Camaro              | 43  |
| 53              | GT + 5.0 | 2  | Sunray DX Oil Company          | Pedro Rodríguez Donald Yenko                       | Chevrolet Corvette            | 43  |
| 54              | TA 5.0   | 37 | Starr Racing                   | George Wintersteen Malcolm Starr                   | Ford Mustang                  | 43  |
| 55              | TA 5.0   | 12 | Wilton Jowett                  | Wilton Jowett Claude Cardwell                      | Chevrolet Camaro              | 40  |
| 56              | S 5.0    | 10 | Ecurie Bonnier                 | Joakim Bonnier Sten Axelsson                       | Lola T70 Mk.III GT            | 40  |
| 57              | P 3.0    | 42 | Societé Alpine                 | Mauro Bianchi Henri Grandsire                      | Alpine A211                   | 39  |
| 58              | P 3.0    | 42 | J. W. Engineering              | Jacky Ickx Brian Redman                            | Ford GT40                     | 36  |
| 59              | P 2.0    | 55 | Raceco                         | Armando Capriles Alfredo Atencio                   | Porsche 906E                  | 35  |
| 60              | P 2.0    | 55 | Raceco                         | Fausto Merello Guillermo Ortega John Gunn          | Ferrari 250LM                 | 33  |
| 61              | TA 5.0   | 36 | Dos Caballos Racing            | Ruben Novoa Fred van Beuren                        | Ford Mustang                  | 25  |
| 62              | P 2.0    | 56 | Valvoline Oil Company          | Karl Foitek Rudi Lins                              | Porsche 910                   | 16  |
| 63              | TA 5.0   | 34 | Mathews Racing Team            | Sam Posey Milt Minter                              | Ford Mustang                  | 16  |
| 64              | S 5.0    | 8  | American International         | Lothar Motschenbacher Ed Leslie Dick Guldstrand    | Lola T70 Mk.III GT            | 12  |
| 65              | TA 5.0   | 35 | Randy’s Auto Body              | Bob Grossman Bob Dini                              | Ford Mustang                  | 11  |
| 66              | TA 5.0   | 22 | Billy Hagan                    | Billy Hagan John McVeigh Francis Gillebard         | Mercury Cougar                | 10  |
| 67              | P 3.0    | 50 | Porsche Automobile Co.         | Ludovico Scarfiotti Joe Buzzetta                   | Porsche 907 2.2               | 7   |
| 68              | S 2.0    | 93 | Arthur Mollin Racing           | Arthur Mollin Art Riley Nick Con                   | TVR Grantura 1800S            | 6   |
| Nicht gestartet |          |    |                                |                                                    |                               |     |
| 69              | P 2.0    | 57 | H.R.H. Engineering             | Jim McDaniel Glen Sullivan                         | Porsche 911R                  | 1   |
| 70              | P 2.0    | 69 | Elsco BMW                      | Ed Hugus Chuck Dietrich                            | Lotus 47                      | 2   |
| 71              | P 2.0    | 70 | Elsco BMW                      | Eugene Nearburg Paul Jett                          | Lotus 47                      | 3   |
| 72              | GT 2.0   | 90 | William Bencker                | William Bencker Wilbur Pickett Roger Newman        | Porsche 911                   | 4   |
| 73              | GT 2.0   | 91 | Dieter Oest                    | Dieter Oest Sam Feinstein Roger Newman             | Porsche 356 Carrera 2         | 5   |

1 nicht gestartet
2 Motorschaden im Training
3 Motorschaden im Training
4 Fahrzeug disqualifiziert
5 Motorschaden im Training

### Nur in der Meldeliste
Hier finden sich Teams, Fahrer und Fahrzeuge, die ursprünglich für das Rennen gemeldet waren, aber aus den unterschiedlichsten Gründen daran nicht teilnahmen.
| Pos. | Klasse   | Nr. | Team                                | Fahrer                         | Chassis               |
| ---- | -------- | --- | ----------------------------------- | ------------------------------ | --------------------- |
| 74   | GT + 5.0 |     | Bud Gates                           | Bud Gates Bill Fuller          | Chevrolet Corvette    |
| 75   | S 5.0    |     | William Wonder                      | William Wonder Ray Cuomo       | Ford GT40             |
| 76   | S 1.6    |     | William Morton                      | William Morton                 | Lotus Elan            |
| 77   | GT 2.0   |     | Bob Holbert                         | Bert Everett                   | Porsche 911S          |
| 78   | P 3.0    |     | Howmet Corporation                  | Ray Heppenstall                | Howmet TX Continental |
| 79   | P 2.0    |     | North American Racing Team          |                                | Ferrari Dino 206S     |
| 80   | P 3.0    |     | Edward Alvarez                      | Edward Alvarez Ed Wilson       | Ferrari Dino 206S     |
| 81   | TA 5.0   |     | Jim Downing                         | Jim Downing                    | Ford Mustang          |
| 82   | P 3.0    |     | Charles Vögele                      | Charles Vögele Silvio Moser    | Porsche 910           |
| 83   | GT + 5.0 |     | American International Racing Corp. | Herb Caplan                    | Chevrolet Corvette    |
| 84   | S 5.0    | 45  | G. Wooley                           | Jacques Couture Max Nerriere   | Ferrari 250LM         |
| 85   | P 2.0    | 58  | Squadra Tartaruga                   | Rico Steinemann Dieter Spoerry | Porsche 907           |
| 86   | P 2.0    | 87  | Fred Baker                          | Fred Baker                     | Porsche 906           |
| 87   | P 2.0    | 88  | Werner Frank                        | Werner Frank Ralph Trieschmann | Porsche 906           |

### Klassensieger
| Klasse   | Fahrer                  | Fahrer          | Fahrer           | Fahrzeug           | Platzierung im Gesamtklassement |
| -------- | ----------------------- | --------------- | ---------------- | ------------------ | ------------------------------- |
| P 3.0    | Joseph Siffert          | Hans Herrmann   |                  | Porsche 907 2.2    | Gesamtsieg                      |
| P 2.0    | Raffaele Pinto          | Luigi Taramazzo | Claudio Maglioli | Lancia Fulvia HF   | Rang 14                         |
| S 5.0    | David Piper             | Edward Nelson   |                  | Ford GT40          | Rang 16                         |
| S 2.0    | kein Teilnehmer im Ziel |                 |                  |                    |                                 |
| S 1.6    | Jerry Truitt            | Randy Canfield  |                  | MG Midget          | Rang 15                         |
| GT + 5.0 | Hap Sharp               | Dave Morgan     |                  | Chevrolet Corvette | Rang 6                          |
| GT 2.0   | Robert Kirby            | Alan Johnson    |                  | Porsche 911S       | Rang 7                          |
| TA 5.0   | Mark Donohue            | Craig Fisher    |                  | Chevrolet Camaro   | Rang 3                          |

### Renndaten
- Gemeldet: 87
- Gestartet: 68
- Gewertet: 22
- Rennklassen: 8
- Zuschauer: unbekannt
- Wetter am Renntag: warm und trocken
- Streckenlänge: 8,369 km
- Fahrzeit des Siegerteams: 12:01:19,225 Stunden
- Gesamtrunden des Siegerteams: 227
- Gesamtdistanz des Siegerteams: 1983,356 km
- Siegerschnitt: 164,977 km/h
- Pole Position: Hans Herrmann – Porsche 907 2.2 (#49) – 2:49.400 = 177,845 km/h
- Schnellste Rennrunde: Scooter Patrick – Lola T70 MK.III GT (#9) – 2:49.000 – 178,265 km/h
- Rennserie: 2. Lauf zur Sportwagen-Weltmeisterschaft 1968
- Rennserie: 2. Lauf zur Trans-Am-Serie 1968